# Sint-Vituskerk (Hoog-Elten)
De voormalige Stiftskerk Sint-Vitus (Duits: Stiftskirche St. Vitus) is de rooms-katholieke parochiekerk in Hoog-Elten, Noordrijn-Westfalen. De kerk is gelegen op het hoogste punt van de 82 meter hoge Eltenerberg. 

## Geschiedenis

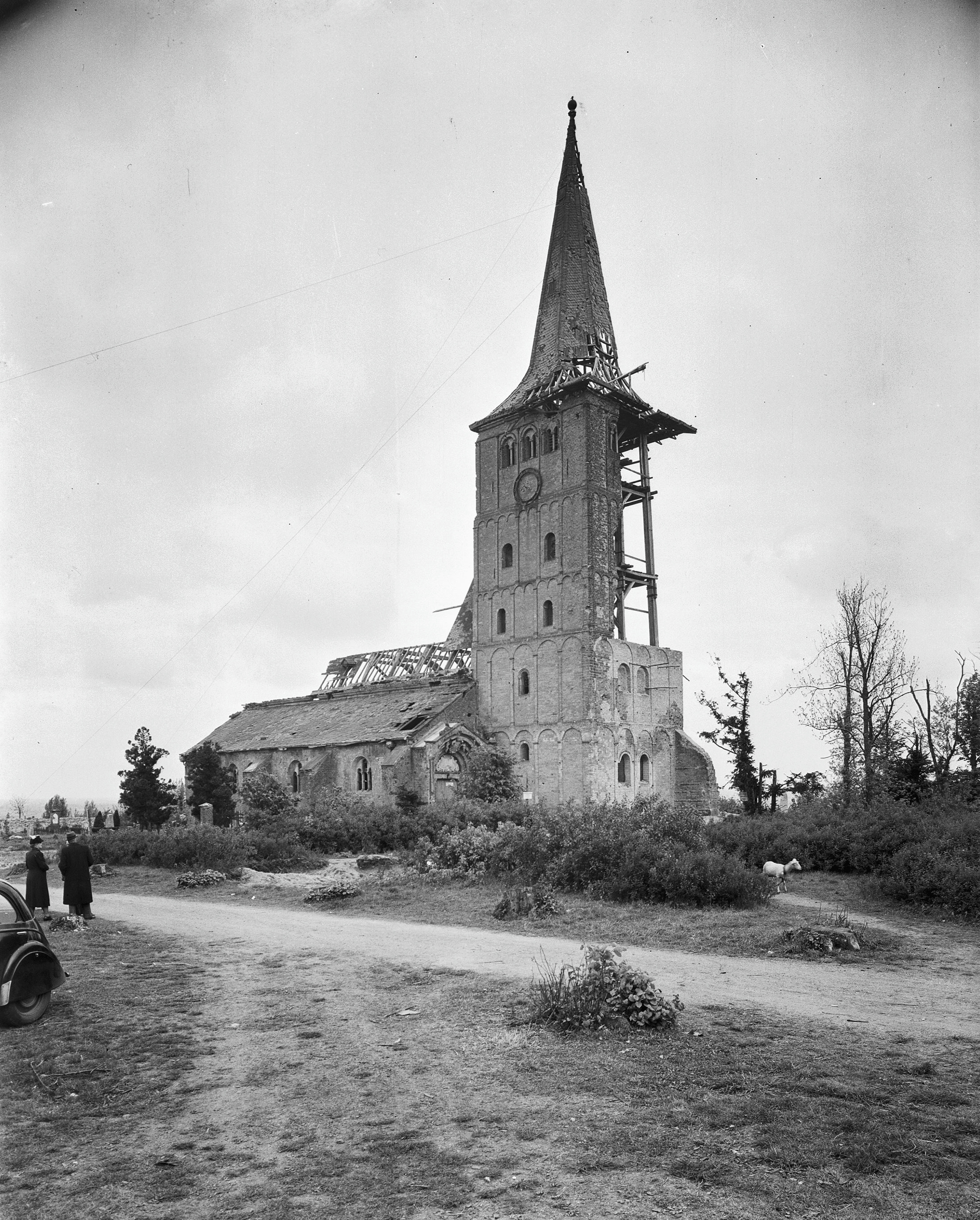
De door oorlogshandelingen getroffen Vituskerk (1949)

De oorsprong van de kerk gaat terug tot 952, toen de gouwgraaf van Hamaland, Wichman IV van Hamaland, na de dood van diens jonggestorven zonen een stift voor dames stichtte. Als eerste abdis werd Liutgard, de dochter van de graaf, benoemd. Op dat moment stond er een complex van drie aaneengesloten sacrale gebouwen op de burchtheuvel, die als koor werden geïntegreerd aan een in opdracht van Liutgard nieuw aangebouwde zaalkerk.
Omstreeks 1100 liet abdis Irmgard een geheel nieuwe drieschepige romaanse basiliek op de plaats bouwen, die in 1129 door bisschop Sigwart van bisdom Minden gewijd werd. Men begon in het westen met de bouw van een forse toren en vervolgens werkte men oostwaarts aan de bouw van een vier traveeën tellend kerkschip. Tot 1150 werden er een dwarsschip en een koor met een halfronde apsis aan toegevoegd.
Tijdens de Tachtigjarige Oorlog werden in 1585 de abdij en de kerk door huurlingen verwoest. De bewoners van het stift weken uit naar Emmerik, waar ze 60 jaar lang zouden blijven. Van het meer dan 63 meter lange kerkgebouw werden de oostelijke delen ten behoeve van de bouw van woningen afgebroken. 
De herbouw van de Sint-Vituskerk vond plaats in de jaren 1670-1677 dankzij een grote schenking van abdis Maria Sophia van Salm-Reifferscheid. Niet de hele kerk werd herbouwd, maar circa de helft van het oorspronkelijke gebouw. Het wapen van de gravin bevindt zich nog altijd aan het hoogaltaar en aan de toenmalige abdissenwoning en tegenwoordige pastorie van de kerk. 
Het rijksstift werd in 1811 op last van Napoleon opgeheven. Vanaf dat moment werd de Vituskerk een gewone parochiekerk. De abdijgebouwen werden in 1832 voor de sloop verkocht. Slechts enkele stiftsgebouwen overleefden de sloop.
Tegen het einde van de Tweede Wereldoorlog raakte de Vituskerk zeer zwaar beschadigd door Canadees artillerievuur. De reconstructie, waarbij men de bouwkundige misstappen uit 1671 ongedaan maakte, werd mogelijk gemaakt dankzij een samenwerking van de Nederlandse regering, de deelstaat Noordrijn-Westfalen en het bisdom Münster.

## Interieur
Het barokke hoogaltaar werd in 1675 gebouwd. Het altaarschilderij toont de kruisiging van Christus en werd na de oorlog door Bernd Terhorst (* 1893 - † 1986) geschilderd. De beelden van Sint-Vitus en Modestus sieren het altaar.  
Uit dezelfde periode stamt de piëta achter in de kerk. 
In het linker zijschip bevindt zich een beeld dat oorspronkelijk in de 12e eeuw als een tronende Maria met op haar schoot het Jezuskind werd gemaakt. Nadat het beeld beschadigd raakte (mogelijk door de instorting van het kerkdak) plaatste men op het beeld het hoofd van een man: de heilige Machutus. Ook het Christuskind werd blijkbaar onder handen genomen en kreeg een zeer merkwaardig hoofd opgezet.  
De kerkschatten van de stiftskerk worden bewaard in de schatkamer van de St. Martinikerk in Emmerik. Een van de belangrijkste stukken is het pectorale van de dertiende abdis van het stift Elten uit het begin van de veertiende eeuw. De abdis gebruikte het pectorale als gesp voor haar koormantel.

## Afbeeldingen

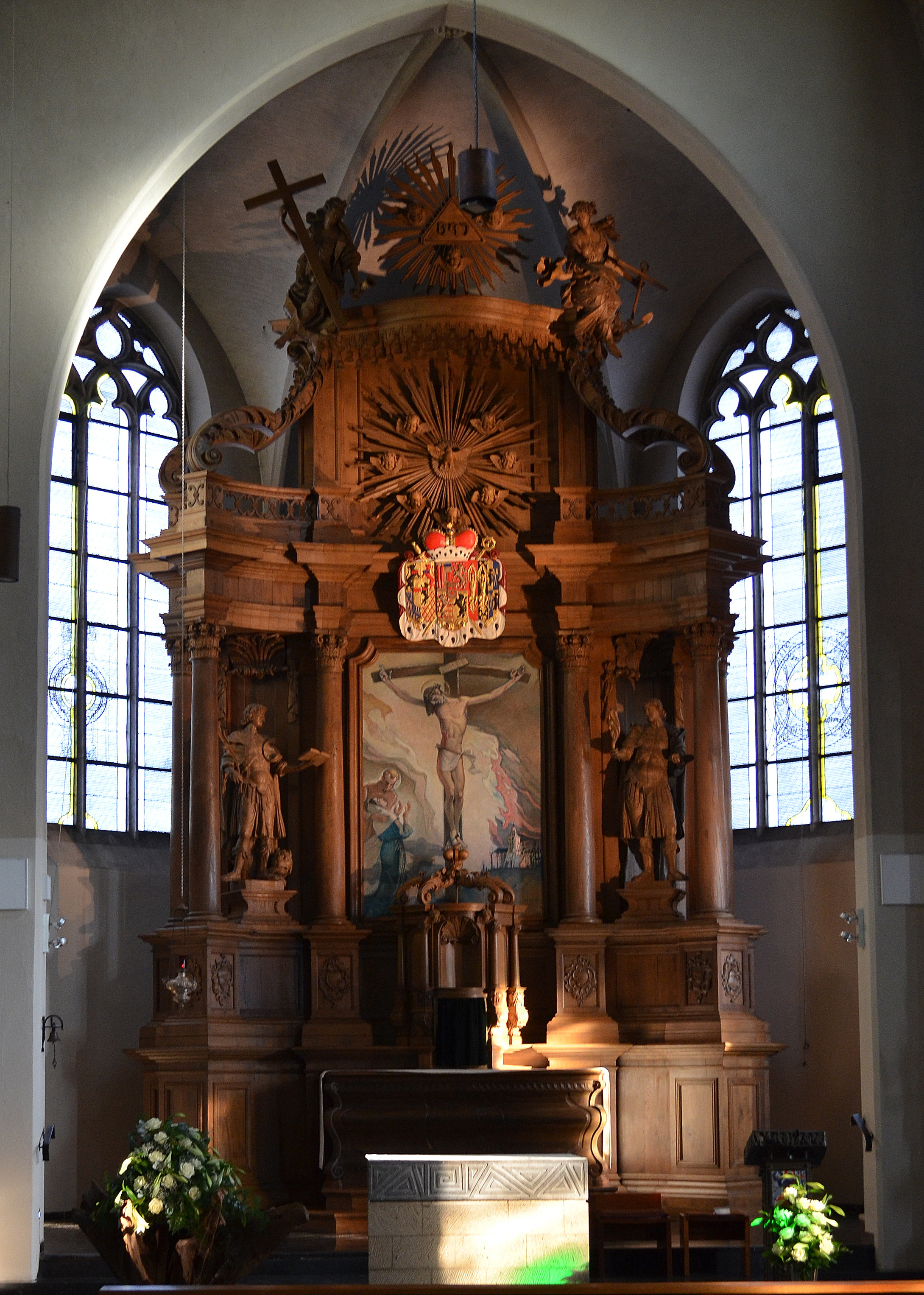
Hoogaltaar
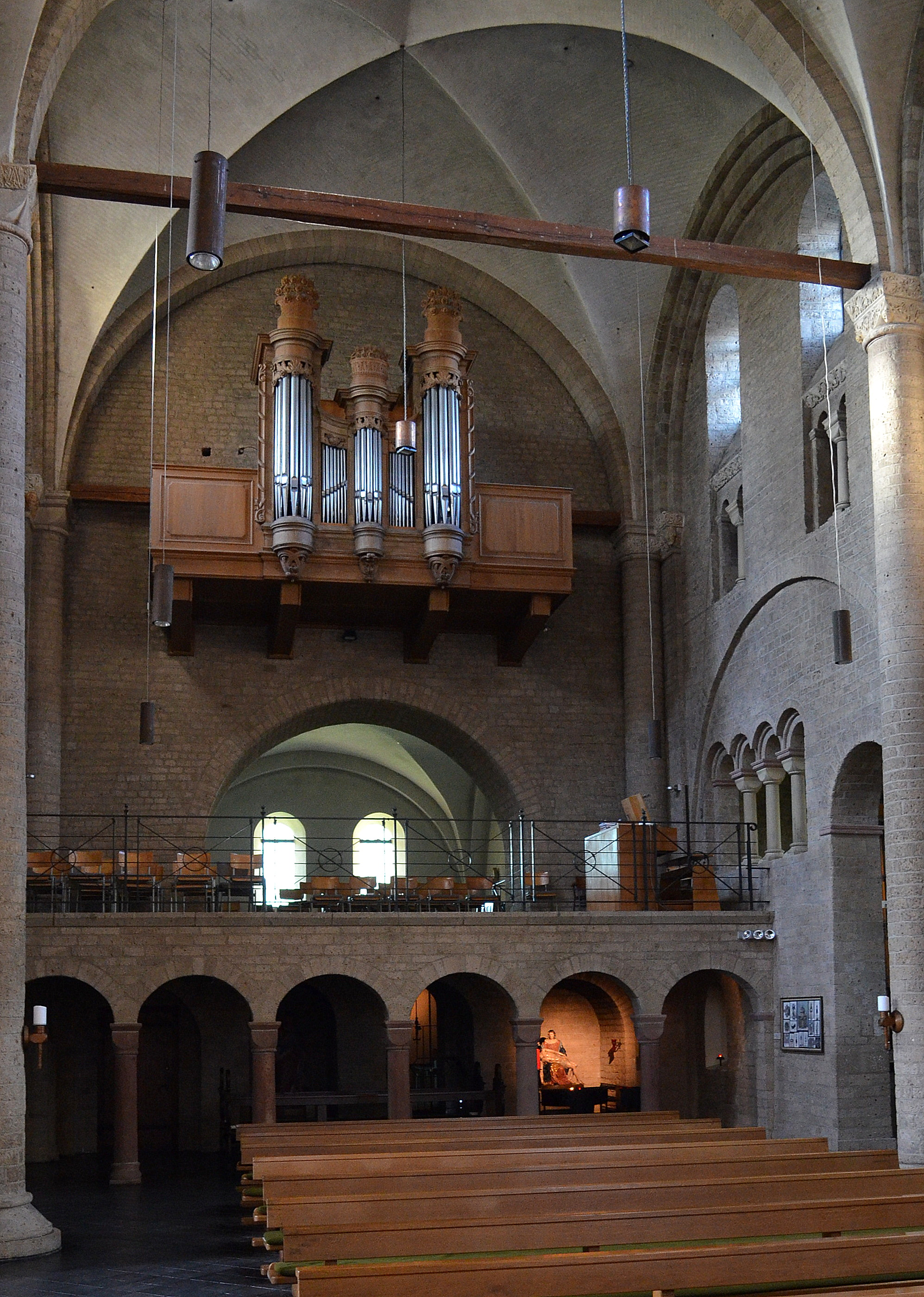
Orgel
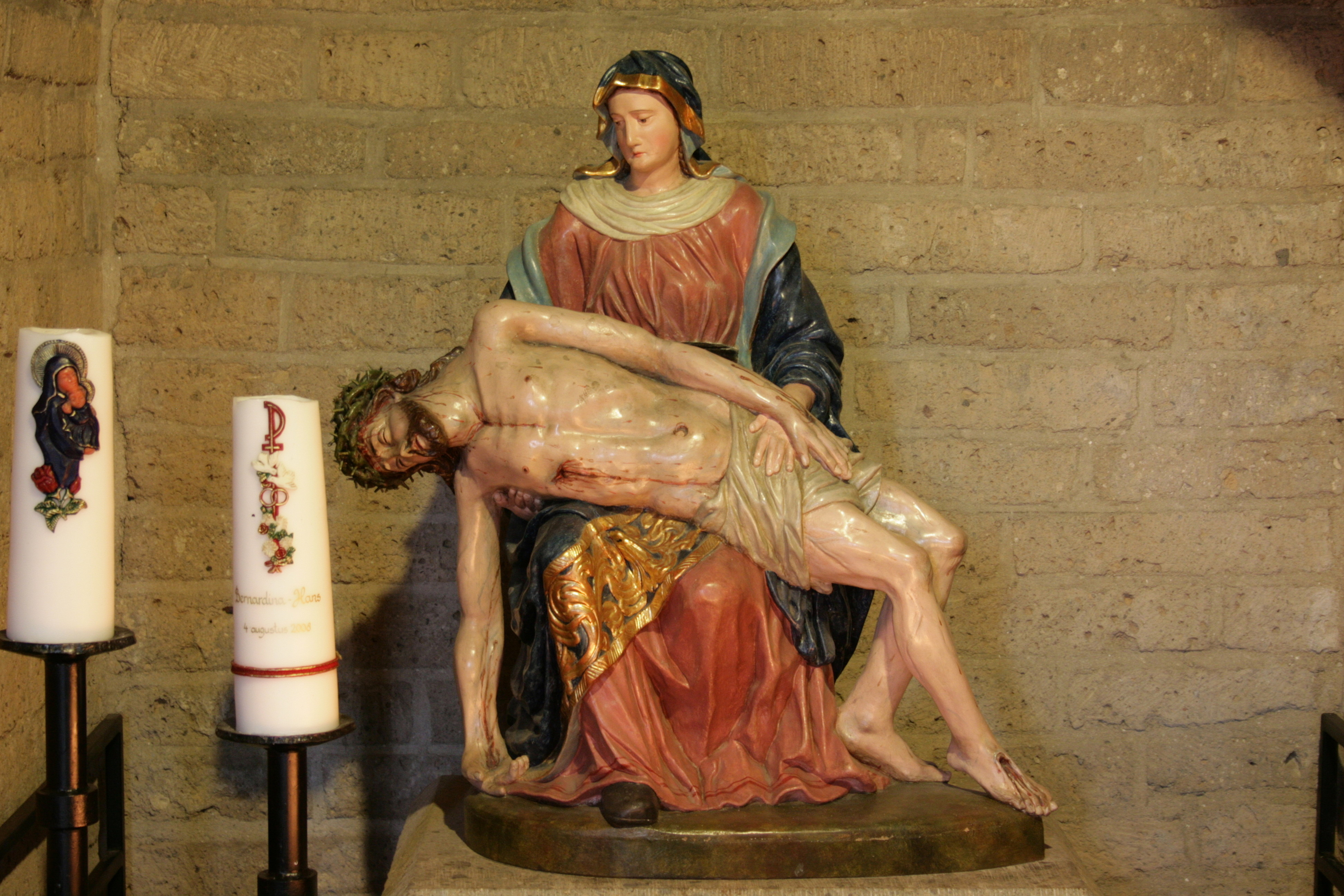
Barokke piëta
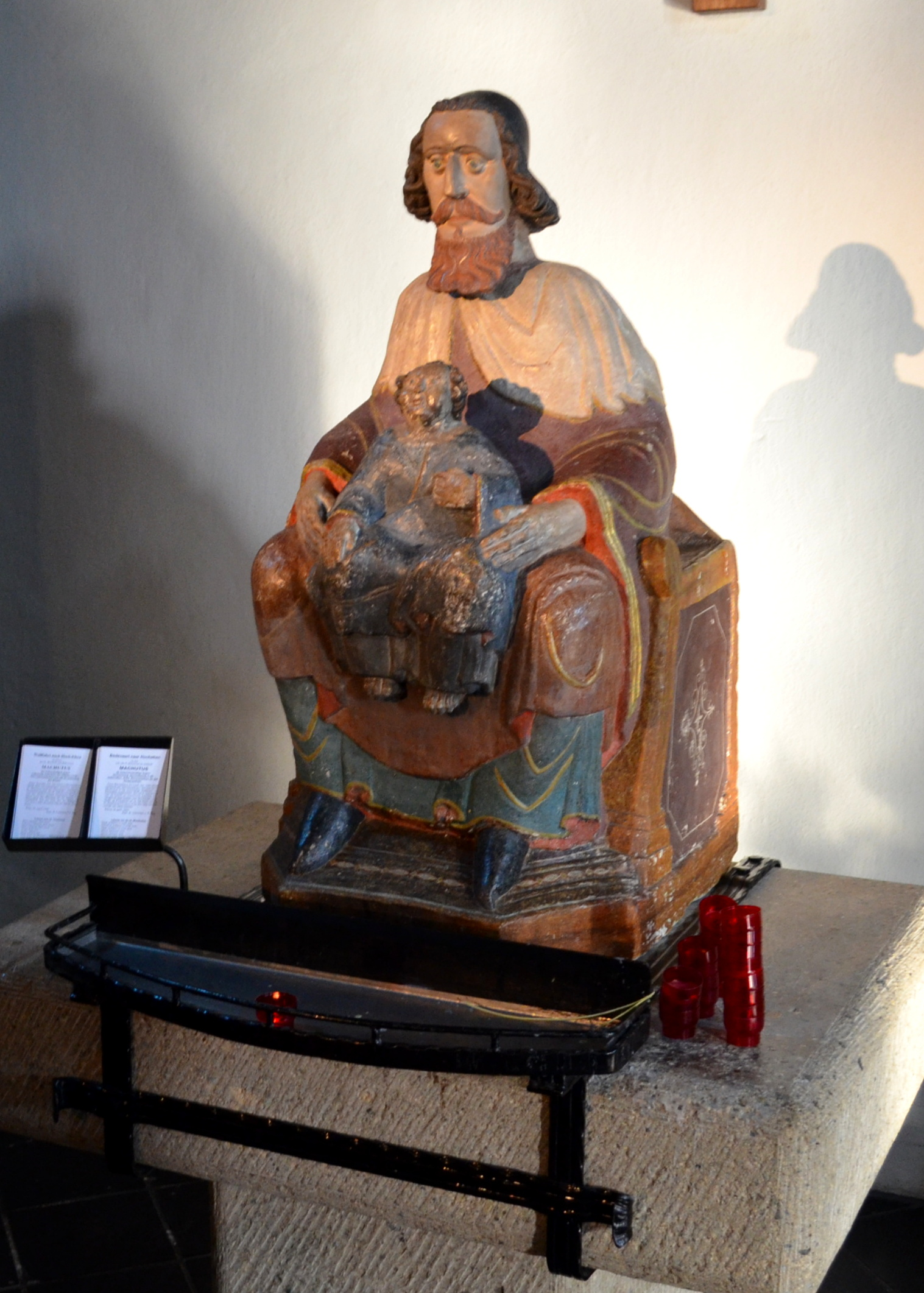
Machutusbeeld
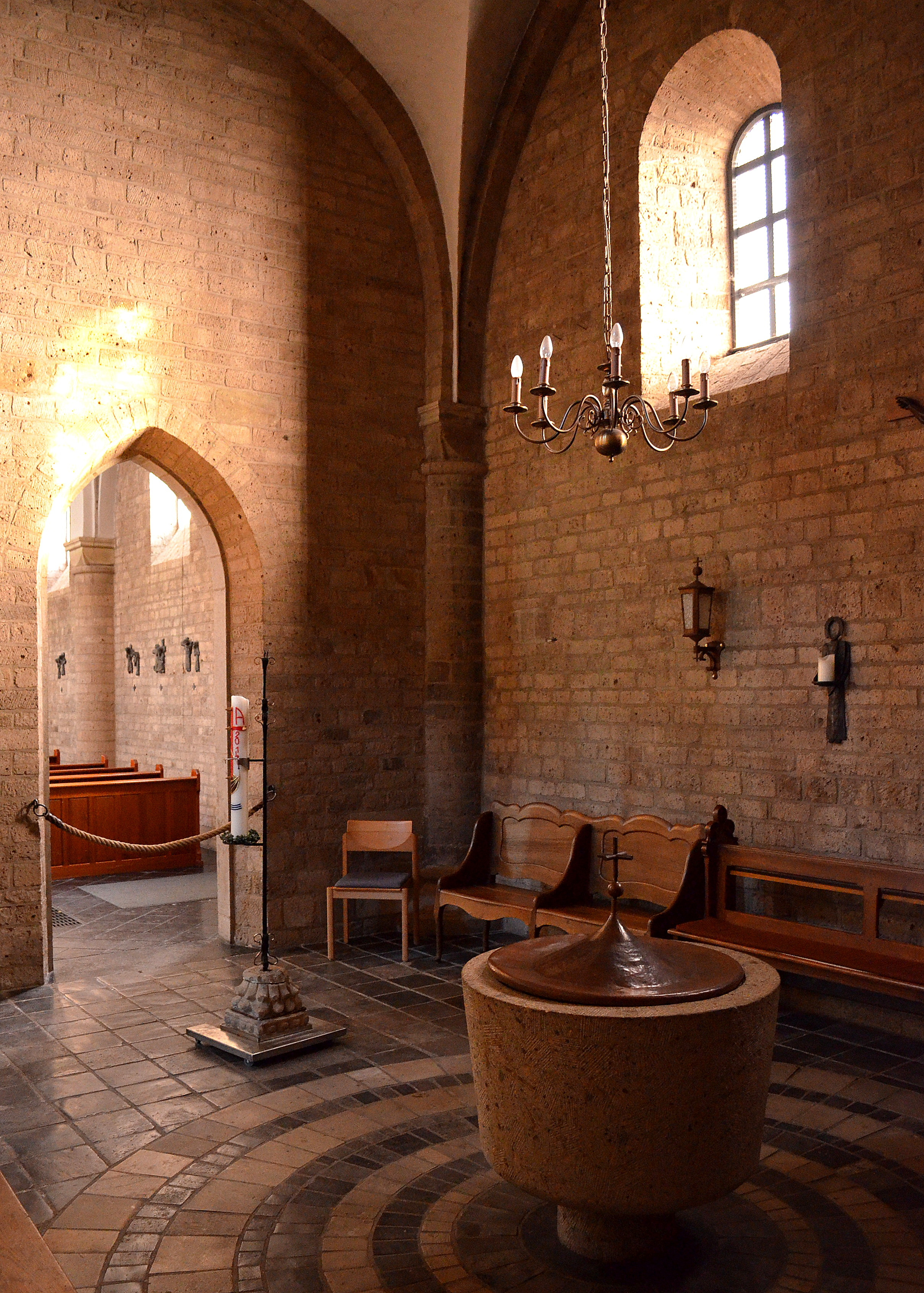
Doopkapel
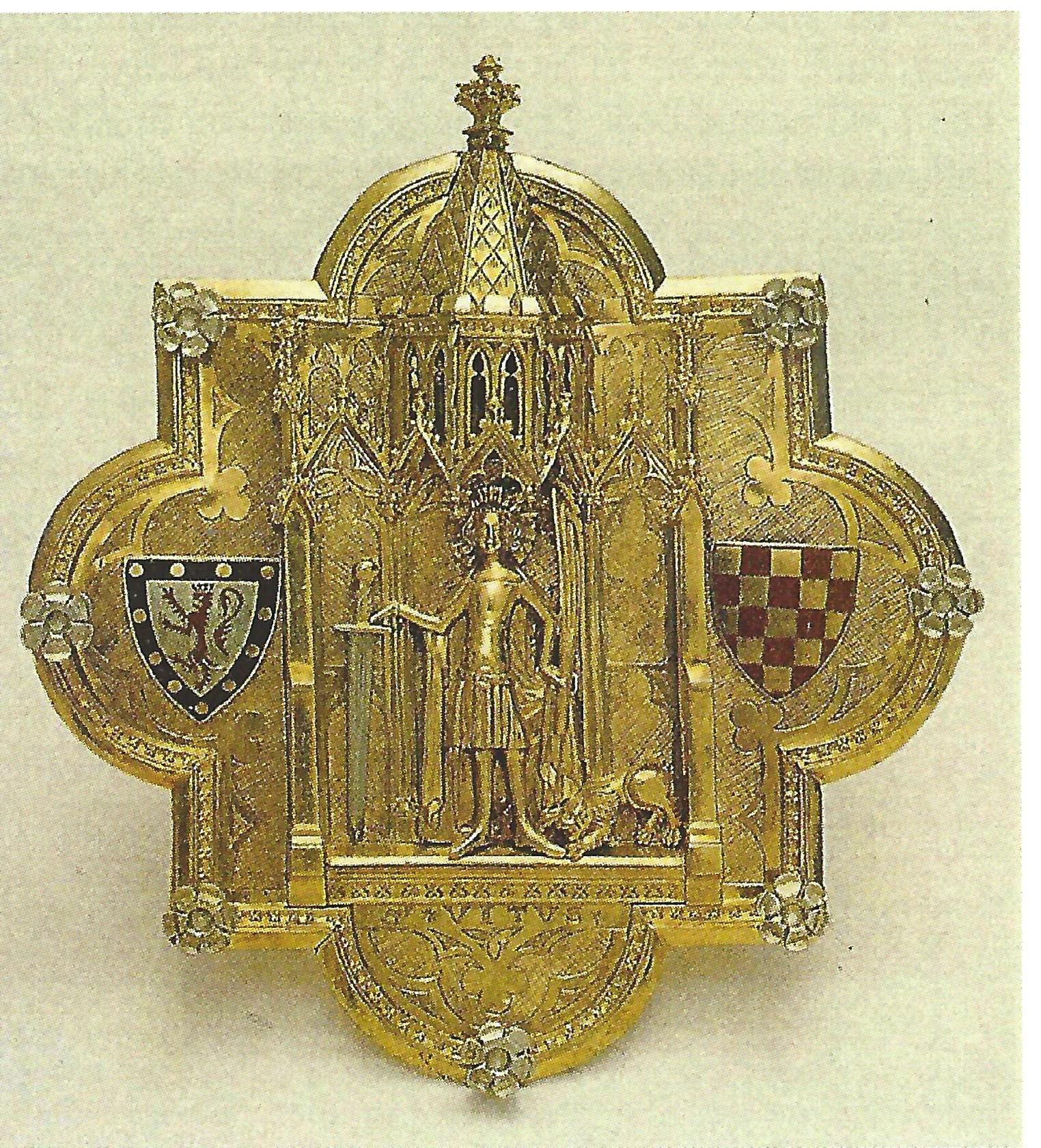
Pectorale van Ermgard van den Bergh, 13de abdis stift Elten (ca. 1335)